# Беньямін Вес
Беньямін Вес  (нім. Benjamin Weß, 28 липня 1985) — німецький хокеїст на траві, олімпійський чемпіон.

## Виступи на Олімпіадах
| Олімпіада   | Дисципліна     | Місце |
| ----------- | -------------- | ----- |
| Пекін 2008  | хокей на траві | 1     |
| Лондон 2012 | хокей на траві | 1     |